# Dans les griffes de la momie
Série
Les Maléfices de la momie
(1964) La Momie sanglante
(1971)
Pour plus de détails, voir Fiche technique et Distribution.
Dans les griffes de la momie (The Mummy's Shroud) est un film britannique réalisé par John Gilling, sorti en 1967.

## Synopsis
Dans les années 1920, une expédition archéologique menée par Sir Basil Walden recherche la sépulture du pharaon Kah-To-Bey. Après une tempête de sable, l'équipe découvre la dépouille royale mais, une fois ramenée et exposée au musée, la momie revient à la vie grâce au pouvoir magique que lui confère son suaire. L'ancien pharaon va alors châtier ceux qui ont osé violer sa sépulture.

## Fiche technique
- Titre : Dans les griffes de la momie
- Titre original : The Mummy's Shroud
- Réalisation : John Gilling
- Scénario : John Gilling, d'après une histoire d'Anthony Hinds
- Décors : Bernard Robinson
- Costumes : Molly Arbuthnot
- Photographie : Arthur Grant
- Musique : Don Banks
- Montage : Chris Barnes
- Production : Anthony Nelson Keys
- Société de production : Hammer Film Productions
- Pays d'origine : Royaume-Uni
- Format : Couleurs - 1,66:1 - Mono - 35 mm
- Genre : Horreur et fantastique
- Durée : 90 minutes
- Dates de sortie : 15 mars 1967 (États-Unis), 18 juin 1967 (Royaume-Uni)

## Distribution
- André Morell  (VF : Andre Valmy) : Sir Basil Walden
- John Phillips  (VF : William Sabatier) : Stanley Preston
- David Buck  (VF : Serge Sauvion) : Paul Preston
- Elizabeth Sellars (VF : Jacqueline Ferriere)  : Barbara Preston
- Maggie Kimberly : Claire de Sangre
- Michael Ripper (VF : Guy Pierrault)  : Longbarrow
- Tim Barrett  (VF : Serge Lhorca) : Harry Newton
- Richard Warner  (VF : Pierre Leproux) : l'inspecteur Barrani
- Roger Delgado  (VF : Henri Djanik) : Hasmid
- Catherine Lacey : Haiti
- Dickie Owen : Prem
- Bruno Barnabe : le pharaon
- Toni Gilpin : l'épouse du pharaon
- Toolsie Persaud : Kah-to-Bey
- Eddie Powell : la momie
- Narration :Roland Menard

## Autour du film
- Après plus de quinze ans, il s'agit de la dernière production Hammer à avoir été tournée aux studios Bray de Oakley Green, dans le Berkshire.
- Dans la version originale, la narration est effectuée, de façon non créditée, par Peter Cushing.

## Saga La Momie
- 1959 : La Malédiction des pharaons (The Mummy), de Terence Fisher
- 1964 : Les Maléfices de la momie (The Curse of the Mummy's Tomb), de Michael Carreras